# 视觉动线
视觉动线是指眼睛在阅读漫画时，视觉移动时所构成的方向路径。视觉动线决定了漫画构图的焦点以及对白摆放的位置与顺序。
人在阅读漫画的时候，并不一定会意识到有一条视觉动线隐藏其中，但眼睛却会自然而然地依照视觉动线的设计来移动。

## 相关内容
- 分镜
- 格子